# Clone de jeu vidéo

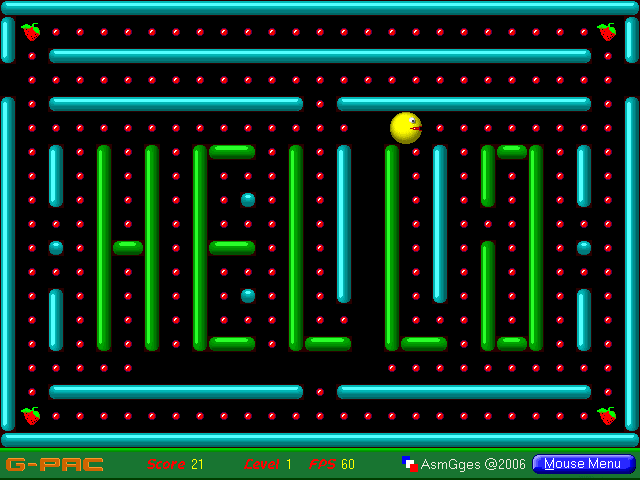
Un clone de Pac-Man.

Un clone de jeu vidéo est une copie d'un jeu vidéo plus ou moins éloignée de son modèle. Il peut s'agir aussi bien d'un plagiat que d'un hommage au jeu copié.
Les mécaniques ou concepts de jeu vidéo sont particulièrement délicats à breveter, contrairement aux graphismes, scénarios ou marques. Les clones qui font l'objet de procédures judiciaires sont donc souvent attaqués sur la copie de ces derniers points. Pour éviter l'illégalité, certains clones se limitent ainsi à une recréation du moteur du jeu ou, à l'instar de OpenMW, requièrent l'installation préalable d'une version légale du jeu qu'ils copient.
Les copies de consoles étaient très courantes vers dans années 1970 à 1980. Pong, développé par Atari, est l'une des consoles dédiées les plus reproduites, comptant plusieurs centaines de clones.